# Dança Cutting Shapes
A dança Cutting Shapes ou dança aleatória foi desenvolvida no Reino Unido durante o final dos anos 1980 e início dos anos 1990 em Melbourne, Austrália, onde ficou conhecida como Melbourne Shuffle. É originalmente dançada ao som da música Hardstyle quando a popularidade do gênero estava no auge em Melbourne. 
O movimento de dança foi desenvolvido com movimentos de braço e pisando do calcanhar aos pés junto com tubos rave brilhantes em seus pulsos.  O embaralhamento de Melbourne começa a se acalmar em meados de 2009 e os movimentos de dança ressurgem mais tarde em um novo estilo de embaralhamento chamado de dança Cutting Shapes. As suas principais características são a base cruzada no ritmo acelerado. Características: Leveza, Velocidade, Agilidade, Engenhosidade, Técnica, Criatividade, (combos), giros e chutes. A dança exige muita técnica para fazer os passos.  Hoje em dia, os novos movimentos de dança aleatória funcionam bem com qualquer música de dança eletrônica de Electro House, House Music, Melbourne Bounce, até mesmo Old School Eurodance e etc. 